# 나를 구하지 마세요
"나를 구하지 마세요"는 2020년 개봉한 대한민국의 영화이다.

## 캐스팅
- 조서연 : 박선유 역
- 최로운 : 안정국 역
- 양소민 : 나희 역
- 김선화 : 정국 엄마 역
- 이휘종 : 담임 선생님 역
- 이선희 : 인경 역

## 수상
- 2021년 제9회 서울구로국제어린이영화제 키즈 포커스 배우상 - 조유하[1]

## 같이 보기
- 2020년 대한민국의 영화 목록